# Bävsjööga
Bävsjööga är en sjö i Lerums kommun i Västergötland och ingår i Göta älvs huvudavrinningsområde. Sjön har en area på 0,123 kvadratkilometer och ligger 76,1 meter över havet.

## Delavrinningsområde
Bävsjööga ingår i det delavrinningsområde (640852-129118) som SMHI kallar för Utloppet av Lilla Stamsjön. Medelhöjden är 97 meter över havet och ytan är 7,8 kvadratkilometer. Räknas de 4 avrinningsområdena uppströms in blir den ackumulerade arean 20,27 kvadratkilometer. Alebäcken som avvattnar avrinningsområdet har biflödesordning 3, vilket innebär att vattnet flödar genom totalt 3 vattendrag innan det når havet efter 28 kilometer. Avrinningsområdet består mestadels av skog (68 procent). Avrinningsområdet har 0,76 kvadratkilometer vattenytor vilket ger det en sjöprocent på 9,4 procent. Bebyggelsen i området täcker en yta av 0,96 kvadratkilometer eller 12 procent av avrinningsområdet.